# Еміль Фріан
Еміль Фріан (фр. Émile Friant; 1863, Дьєз, Франція — 9 червня 1932, Париж, Франція) — французький художник-реаліст.

## Біографія
Еміль Фріан народився в місті Дьєз за 40 кілометрів на північний схід від Нансі у 1863 році. Його батько був слюсарем, а мати — кравчинею. Добрим ангелом сім'ї була вдова аптекаря, мадам Парізо. Вона не мала дітей і любила Еміля як рідного сина.
Унаслідок Французько-прусської війни Дьєз перейшов під контроль Німецької імперії. У 1871 році мадам Парізо втекла з семирічним Емілем у Нансі, а потім туди перебралися і його біологічні батьки.
Парізо хотіла, щоб Фріан став аптекарем і відправила його на навчання до ліцею. Успіхи Еміля у ліцеї були поганенькими, зате у хлопчика виявився безсумнівний талант до живопису. Друзі батька Еміля запропонували йому вступити в міську художню школу Нансі, зрештою він залишив ліцей, отримуючи приватну освіту, і повністю сконцентрувався на мистецтві. Директор художньої школи був послідовником реалізму в живописі, і молодий Фріан малював натюрморти і навколишні ландшафти Нансі.
Вперше він виставив свою картину «Малюк Фріан» (Le petit Friant) у віці п'ятнадцяти років на щорічному міському художньому салоні, після чого відразу став місцевою знаменитістю. Роком пізніше виграв міський гранд і був направлений міським муніципалітетом в Париж, у майстерню художника Александра Кабанеля, визнаного майстра тієї епохи. Кабанель навчив його малювати картини на історичні сюжети в академічному стилі. Після року роботи, отримавши уявлення про класичний та салонний живопис, розчарований Фріан повернувся в Нансі.
У Парижі він познайомився ще з трьома художниками, уродженцями Лотарингії: Жюлем Баст'єн-Лепажем (1848—1884), Еме Моро (1850—1913), і Віктором Пруве (1858—1943). У роботах Фріана того часу позначився вплив Бастьєн-Лепажа, що наприкінці 70-х років був у великій моді.

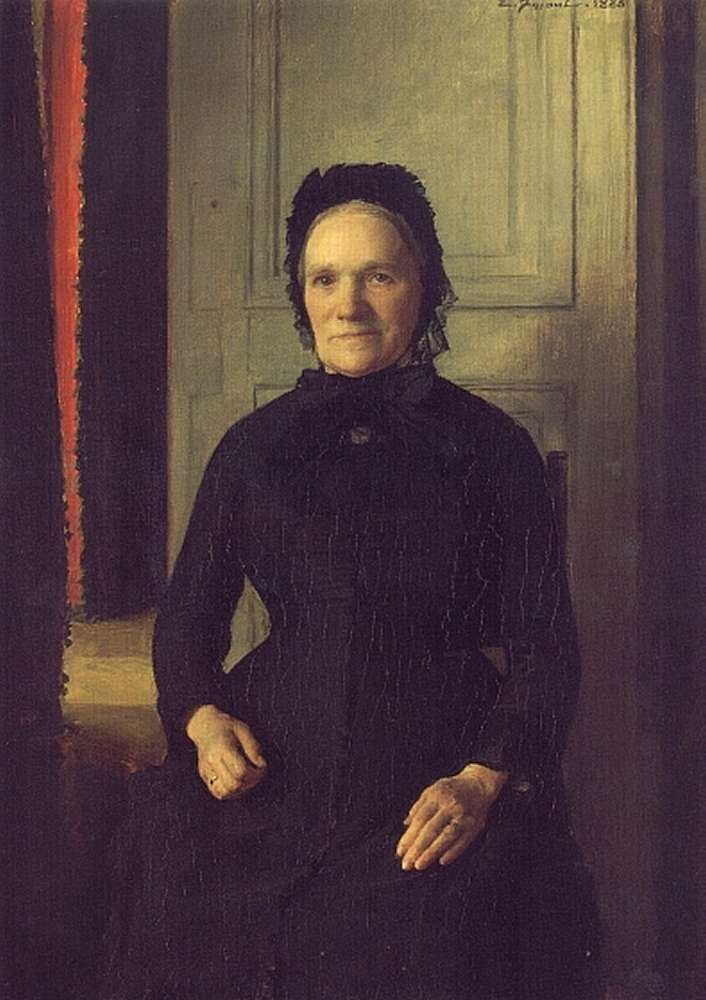
«Портрет матушки, мадам Коклен», особиста колекція

У 1882 році Еме Моро запросив Фріана виставити на Паризькому салоні дві його картини: «Блудний син» (The Prodigal Son) та «Інтер'єр студії Еміля Фріана» (Emile Friant Interieur d'atelier). Картини були різними за змістом. Перша, куплена музеєм в Рубі, була типовим взірцем академічного стилю, інша — реалізму.
У 1883 році у віці 20 років він отримав Римську премію другого ступеня за свою картину «Цар Едіп проклинає свого сина Полініка» (Œdipe maudissant son fils Polynice), виставлену в Паризькому салоні.
Його портрет «Пруве за роботою» отримав Римську премію третього ступеня у 1884 році, а в 1885 він знову виграв Римську премію другого ступеня. Частину року він працював в орендованій студії в Парижі, щоб задовольнити зростаючу потребу в портретах.
Тоді ж Фріан подружився із французькими акторами — братами Ернестом і Бенуа Коклен. Для сім'ї Коквелин він написав більше десятка портретів, крім цього, Бенуа, пристрасний колекціонер живопису, в різний час придбав ще кілька його картин. На гранд, отриманий ним від Паризького салону в 1886 році, він вирушив на навчання в Нідерланди. Картина «Портрет мадам Коклен» (Portrait de madame Coquelin Mère), матері його друзів, написана під впливом цієї поїздки. Вона відображає ті ніжні почуття, які художник відчував до цієї сім'ї.

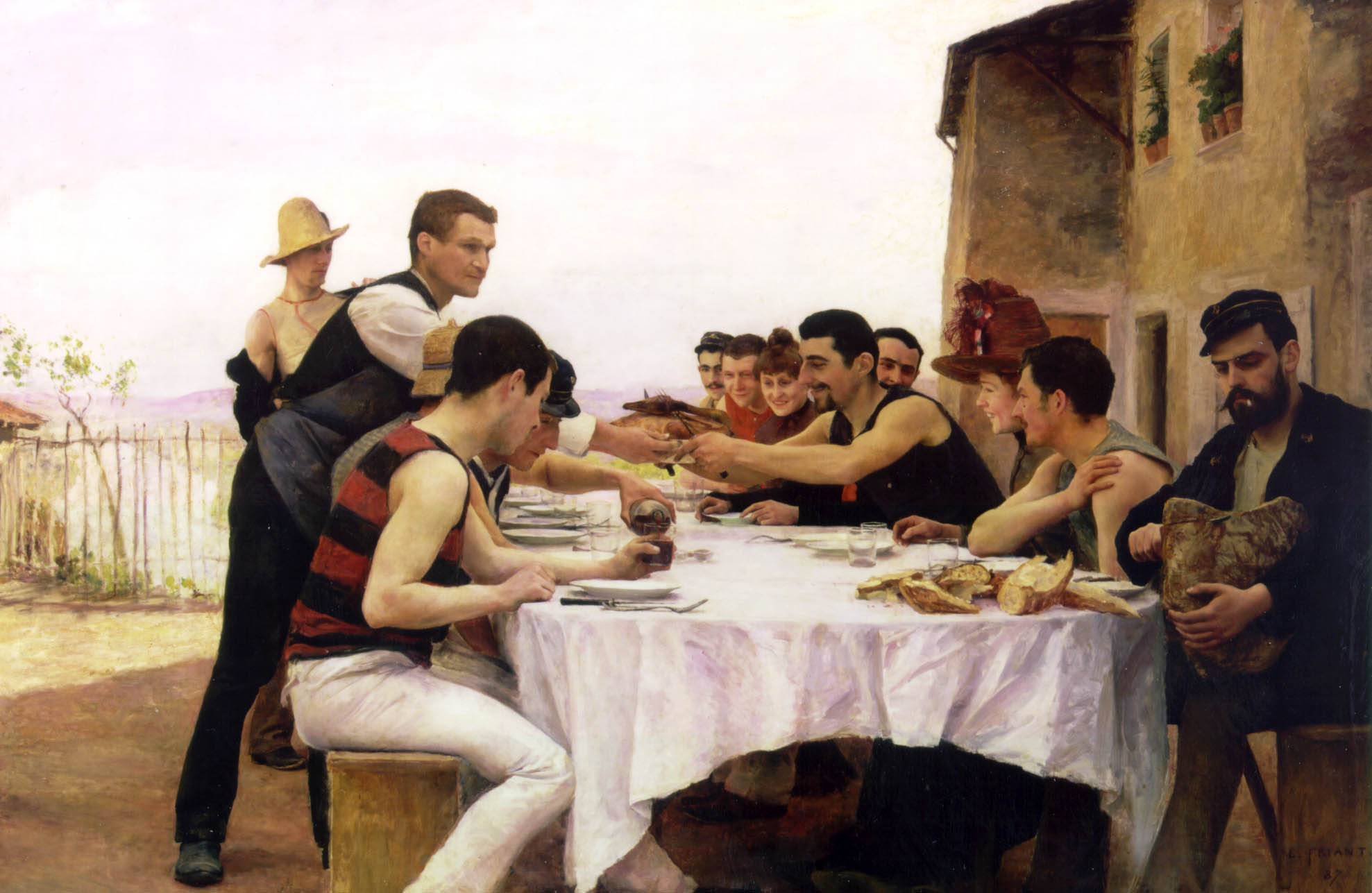
«Обід веслярів на річці Мьорт» (1888)

Картина «Обід веслярів на річці Мьорт» (Le déjeuner des canotiers de la Meurthe), виставлена на Паризькому салоні в 1888 році, не принесла йому нагород, але засвідчила його високий професіоналізм. Десять веслярів і дві жінки сидять за обідом на вулиці перед ресторанчиком. Картина, написана за аналогією з картиною Огюста Ренуара «Сніданок веслярів» (1880—1881), зображує життя, краще, ніж пропонувалося в Третій французькій республіці.
Прийняття веслярів спонукало Фріана до створення найбільшого його полотна «Дня всіх святих» (La Toussaint), що принесло йому Ґран-прі Паризького салону в 1889 році, воно придбане для Люксембурзького музею у Парижі. Це була друга картина на тему горя у творчості художника. Перша, «Молода нансійка на сніговому тлі» (Jeune Nancéienne dans un paysage de neige), зображує дівчину. Обличчя молодої жінки і сірі очі виражають смуток, її силует контрастує з недбало промальованим заднім планом, що відокремлює її від байдужого світу. Зовсім інакше виглядає печаль в картині «День всіх святих» на церемонії поминання покійних, коли сім'ї йдуть відвідувати могили своїх предків. Дівчинка на чолі сімейної процесії подає милостиню сліпому жебракові, що сидить у стіни. Віртуозність виконання портретів і вираження почуттів за допомогою живопису у 26-річного художника вражала сучасників, а один з журналістів назвав його «найрозумнішим серед молодих», характеристика, що часто використовувалась для опису його робіт.

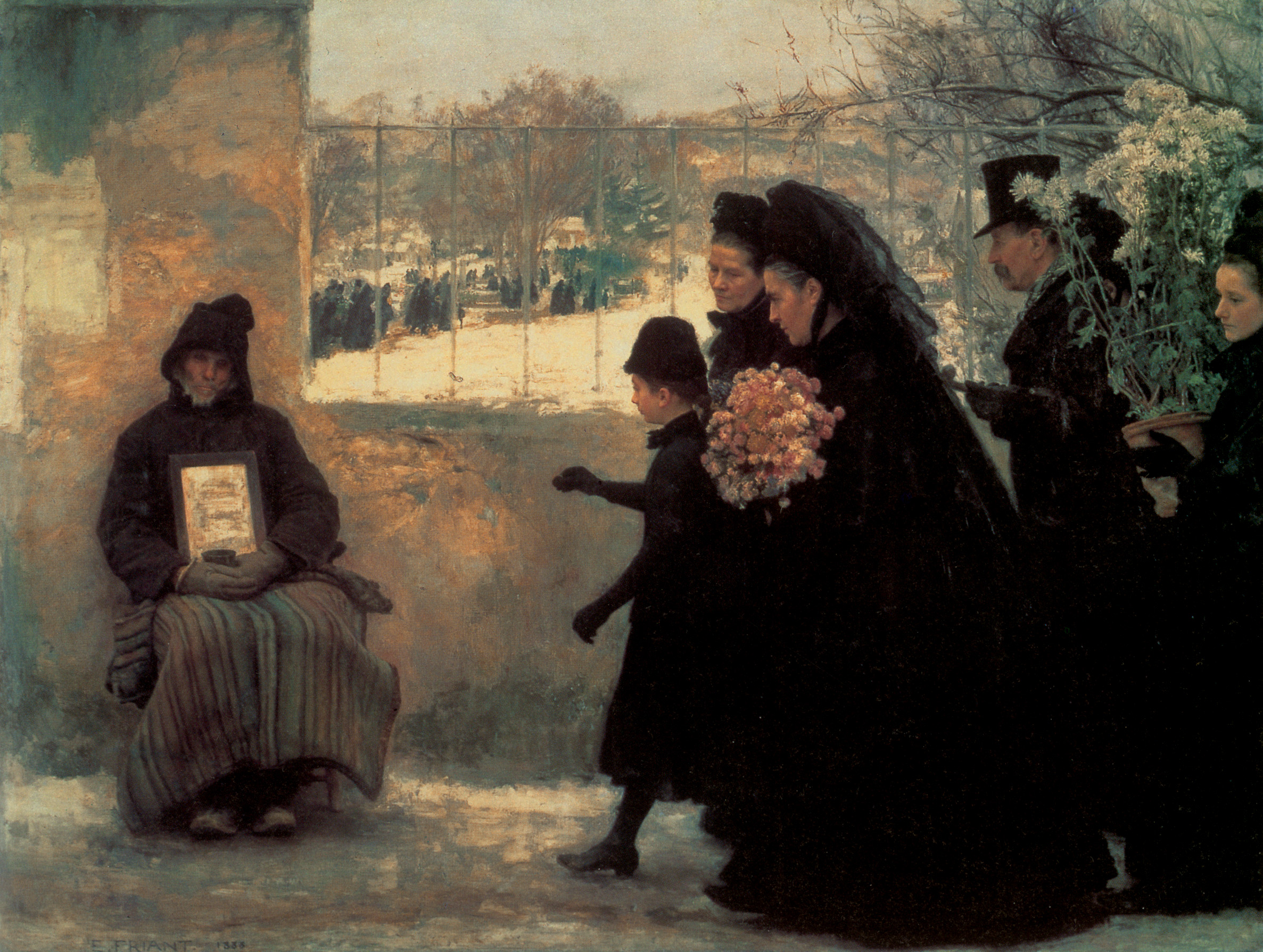
«День всіх святих» (1888), Музей витончених мистецтв, Нансі

Ця картина завоювала золоту медаль на Всесвітній виставці у Парижі в тому ж році, а роком раніше він отримав Орден Почесного легіону. Після цього на нього посипалися замовлення портретів від політичних і громадських діячів, а слава його перетнула Атлантику. У 1889 він створив картини «Портрет Мюзет Вінер в салоні» (Portrait de Mysette Wiener dans un salon) і «Розмова про політику» (La discussion politique).
У тому ж 1899 році художник Жан-Луї-Ернест Месоньє запросив Фріана взяти участь у реформуванні Національного товариства красних мистецтв. З тих пір Фріан принципово виставлявся на щорічних виставках товариства, хоча і продовжував брати участь у Паризькому салоні.
Представник реалізму, Фріан писав переважно портрети і сцени з повсякденного життя. Як і багато хто з його сучасників, він використовував фотографію як засіб, за допомогою якого найкращим чином можна передати дійсність.

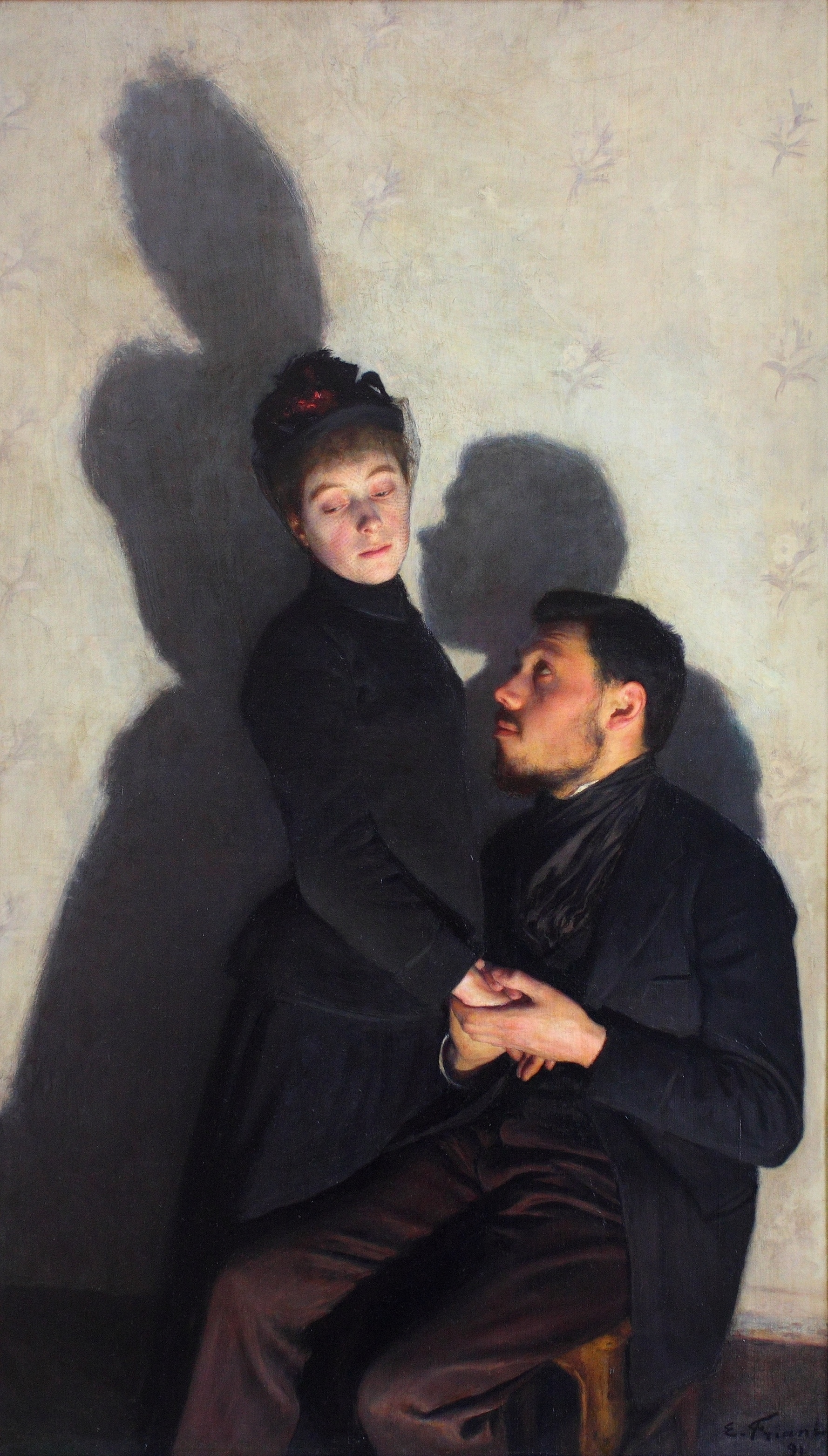
«Різкі тіні»

У 1892 році Фріан продає через агента Роланда Кньодлера американському банкіру Джорджу Бейкеру дві з п'яти виставкових картин Паризького салону 1892 року: «Хороший пес» та «Поганий пес», а в 1893 виставляє на «Колумбівській» Всесвітній виставці в Чикаго «Різкі тіні» (Ombres portees) та «Портрет Антоніна Пруста» (Portrait de Antonin Proust), друга дитинства Едуарда Мане.
В 1944 році на Паризькому салоні і Салоні на Марсовому полі експонувалися декоративні твори, замовлені французьким урядом для прикраси паризької ратуші і Сорбонни. Серед них два великих панно роботи Фріана, що зображують «Радості літа»: залита сонцем природа, квітучий луг, на якому молоді, веселі жінки збирають квіти, прикрашають ними своїх дітей, а старші люди відпочивають від праці в тіні дерев, серед них сильна, здорова мати любовно і дбайливо тримає на колінах чудесну сплячу дитини.
На салоні на Марсовому полі Фрыан виставив «Мізерну їжу» (Le repas frugal) в 1894 році та «Заручини» (Les fiancailles) в 1896 році. Прообразами для «Мізерної їжі» стало сімейство Ледергербер з Нансі. Дівчина на передньому плані праворуч — Євгенія Ледергербер, що стала подругою Фріана. Картина була обрана для щорічної виставки Карнегі, що відкрилася 1 листопада 1896 року в Піттсбурзі. Вона вразила Генрі Фріка, голову ради директорів сталепромислових компаній Карнегі та скарбника нової бібліотеки Карнеґі і художніх галерей Піттсбурга (нині Художній музей Карнегі). Він сам був пристрасним колекціонером картин і одним з найкращих клієнтів Кнедлера. На виставці серед інших були виставлені п'ять картин з його приватної колекції.
Фріан пише ще дві картини: «Розрада» (Consolation) та «Дитячий смуток» (Chagrin d'Enfant), яка також куплена Фріком. Для нього ця картина мала особисту значимість: його донька Марта померла у віці 6 років, а друга дівчинка побільше на картині нагадувала йому його старшу доньку Марію.
На Паризькому салоні 1901 року Фріан виставляє наступну картину: Douces pensees, в 1905 році в салоні на Марсовому полі — «Перші уроки» (Premieres etudes), яка показувала молоду маму, що навчала свою доньку читати.
До цього часу Фріан більше не створює гарних робіт, занурившись у написання портретів політичних та суспільних діячів і аристократів.
У 1923 Фріан був призначений професором живопису в Школі витончених мистецтв в Парижі, потім став членом Інституту Франції (Institut de France).
У 1932 році Фріан раптово помер у Парижі і був похований в місті Нансі.
У Музеї витончених мистецтв в Нансі і в музеях Пітсбурга зараз знаходиться більша частина його робіт.

## Картини

### Масло
- «Серед друзів» Pose entre amis або Le repos des artistes (1880), приватна колекція
- «Студент» Un étudiant (1885), Музей витончених мистецтв, Нансі
- «Анвер. Будинок в снігу» Anvers. Maison sous la neige, (1886/1887), Музей витончених мистецтв, Нансі
- «Анверський замок» Le Steen d'Anvers (1886/1887), Музей витончених мистецтв, Нансі
- Aux alentours du Sport Nautique (1884), приватна колекція
- «Туніска, що вмивається» Toëra, tunisienne lavant (1887), приватна колекція
- «Портрет Мюзет Вінер у салоні» Portrait de Mystte Wiener dans un salon (1889), Музей витончених мистецтв, Нансі
- «Коклен-старший у ролі Дона-Ганнібала в п'єсі „Авантюристка“ Еміля Ож'є» L'ivresse, Coquelin Ainé dans le rôle de Don Annibal dans L'aventurière d'Emile Augier, Музей витончених мистецтв, Нансі
- «Місто на березі річки» Ville au bord du fleuve (1891), приватна колекція
- «Студентка» L'Etudiante (1923), приватна колекція
- «Портрет Альбера Юсона» Portrait d'Albert Jasson (1911), Музей витончених мистецтв, Нансі
- Два панно в холі ратуші Нансі
- «Автопортрет» (1885), Музей витончених мистецтв, Нансі
- «Портрет Луі Картьє», приблизно 1905 р.
- «Портрет художника Бюсєра» Portrait du peintre Bussières, (1904), малюнок, місто Дієз
- «Портрет ілюстратора Жан-Луі Форена» Portrait du dessinateur Jean-Louis Forain, малюнок, Музей витончених мистецтв, Нансі
- «Портрет Жана Шербека» Portrait de Jean Scherbeck (1928), малюнок, приватна колекція і інші.

## Галерея

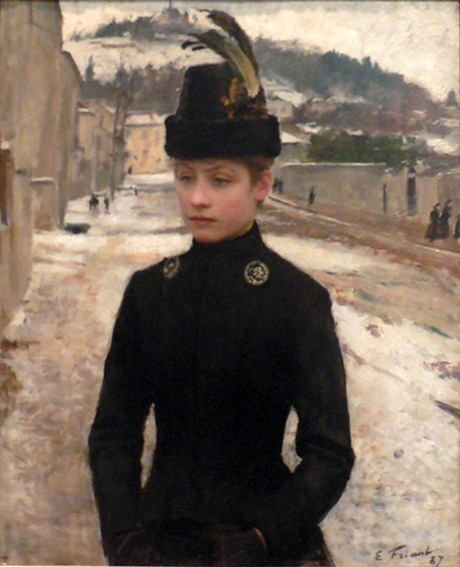
«Молода нансійка на сніговому фоні» (1887), Музей витончених мистецтв, Нансі
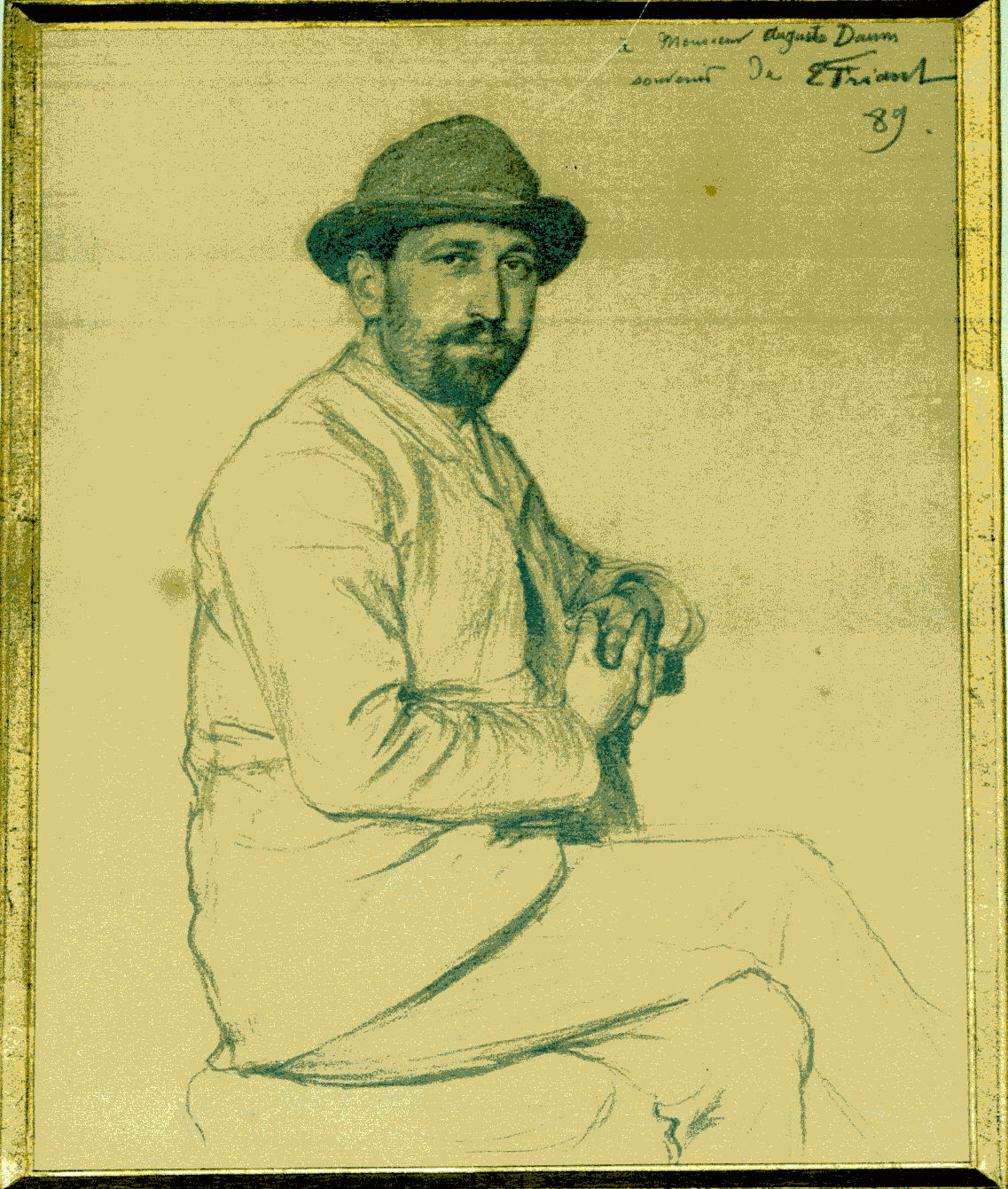
Портрет Огюста Дома (1889), приватна колекція
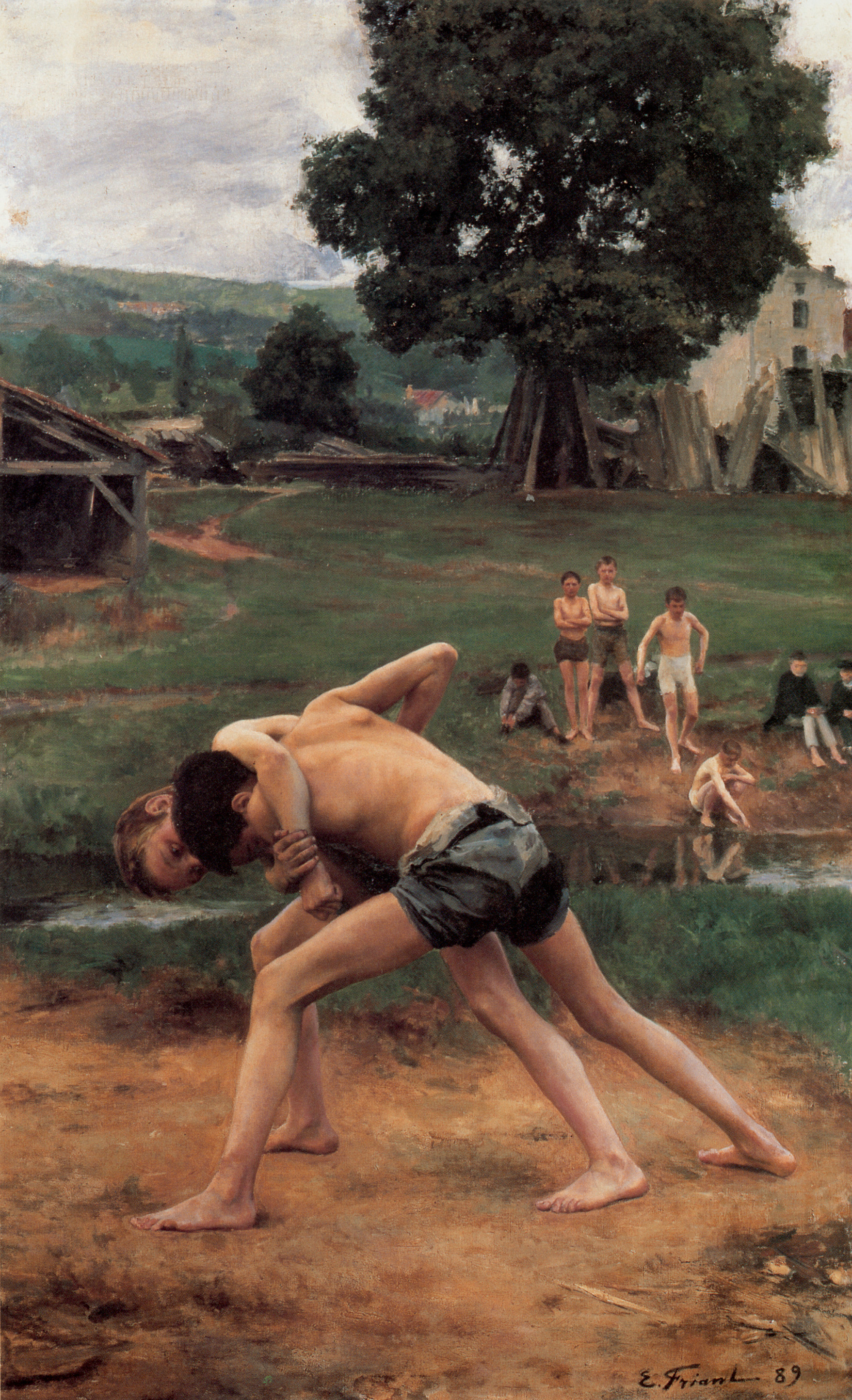
«Битва» (1889), Музей Фабра, Монпельє
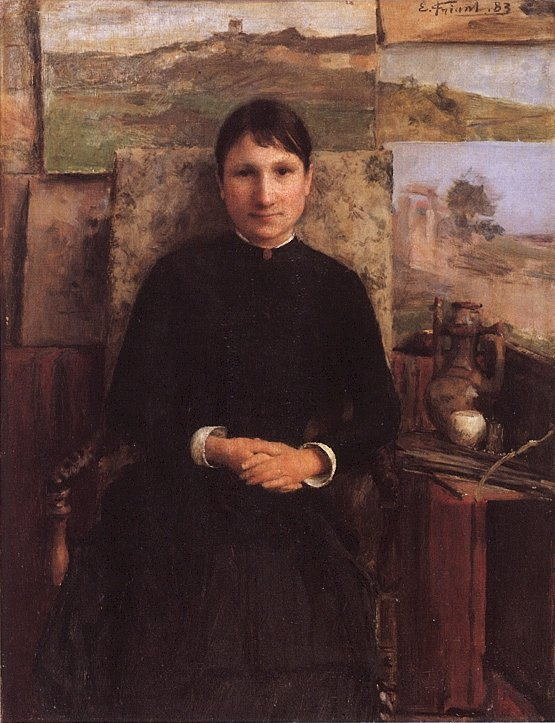
«Портрет мадам Петіт'єн» (1883), приватна колекція
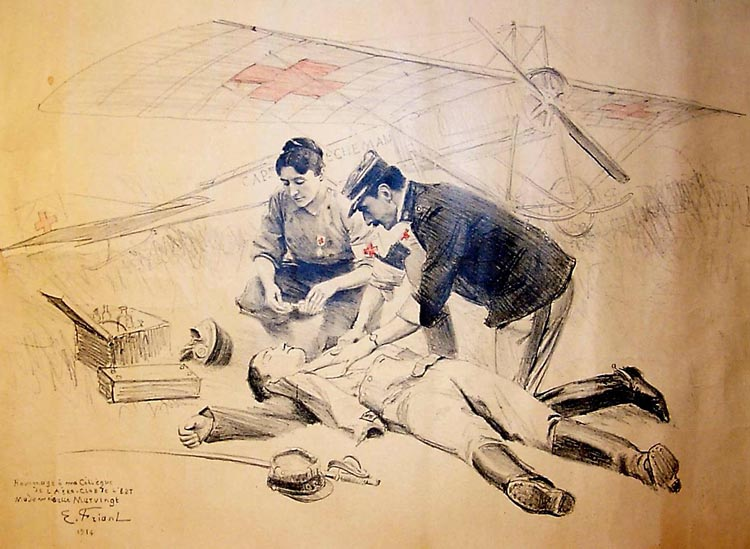
«Марвінгт та її санітарний літак», (1914)
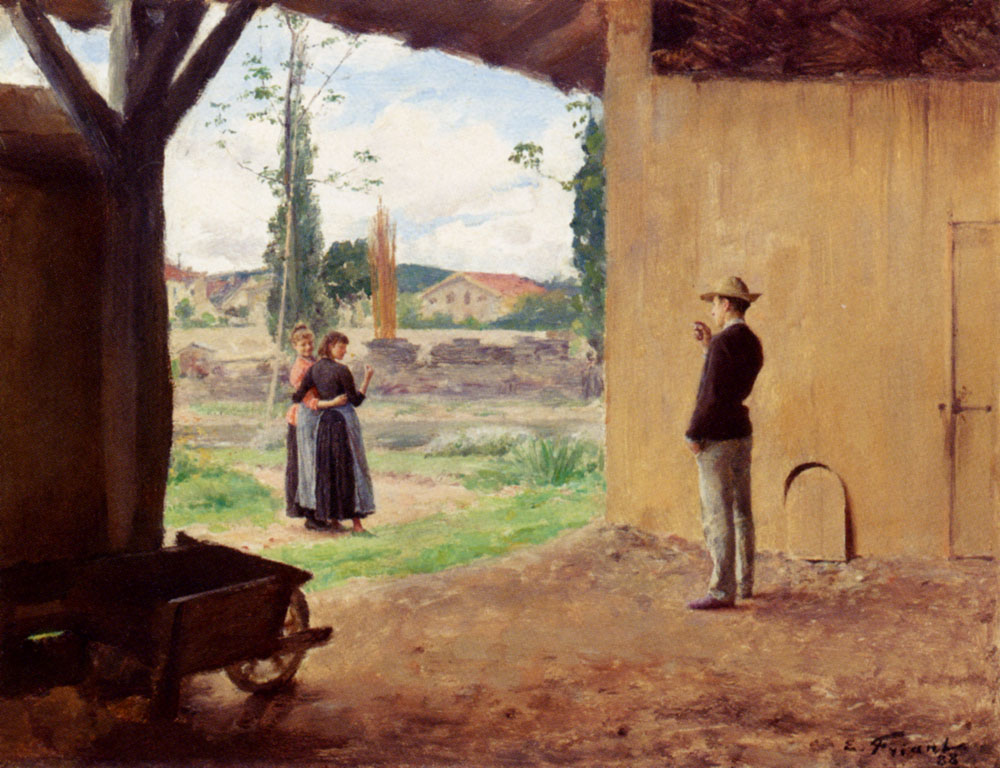
«Весна» (1888)
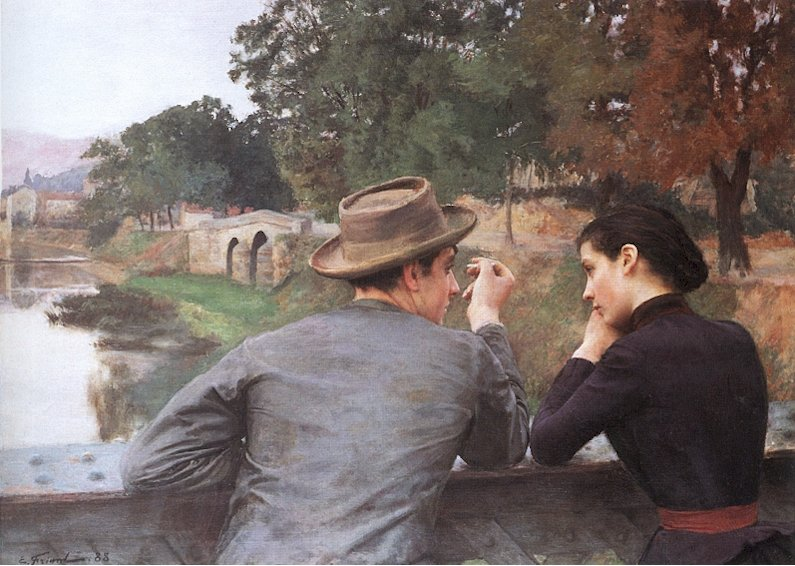
«Закохані»/«Ідилія на мосту» (1888), Музей витончених мистецтв, Нансі
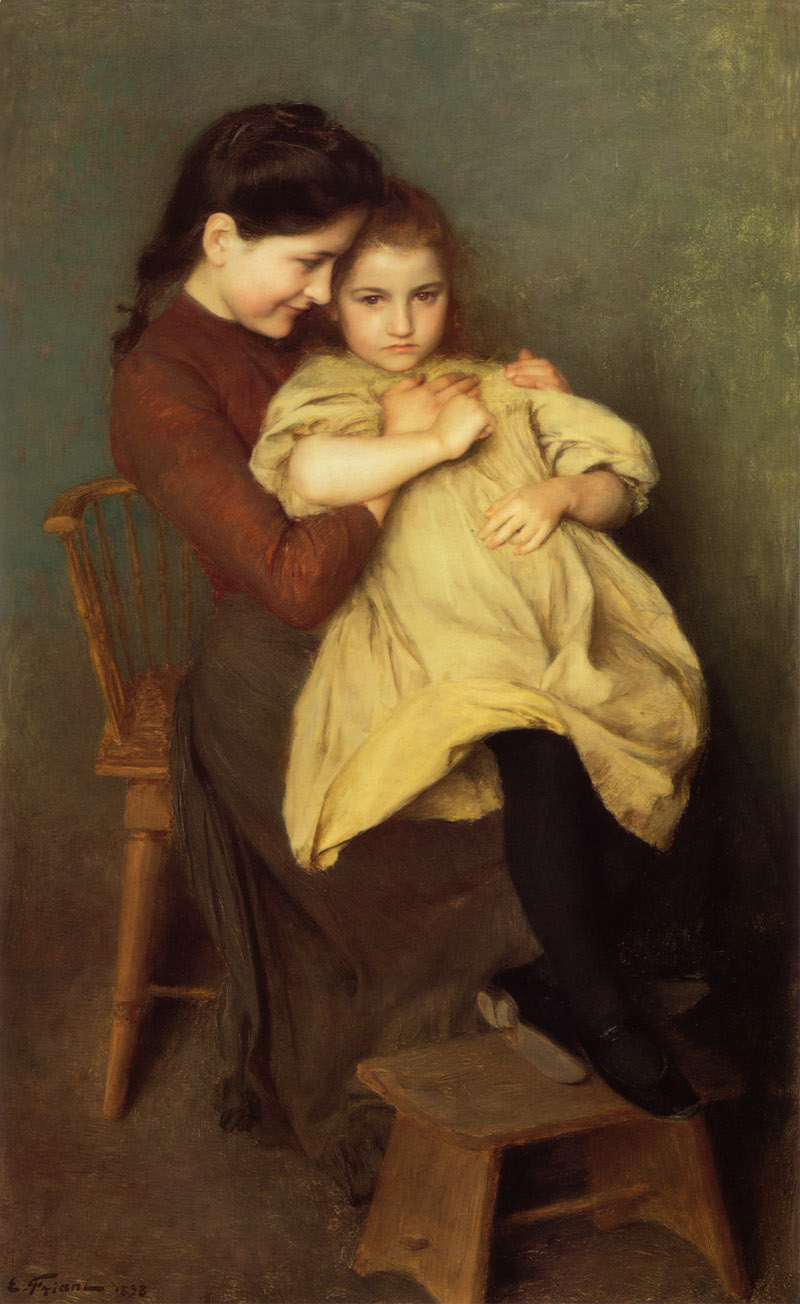
«Дитячий смуток» (1898)
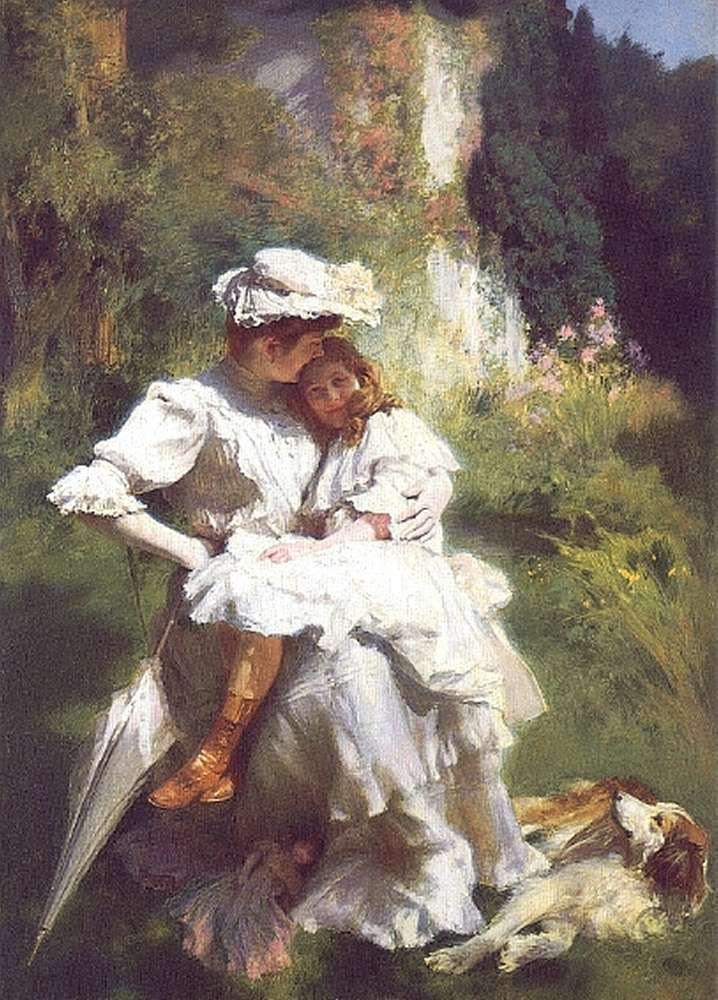
«Материнська ніжність» (1906), приватна колекція
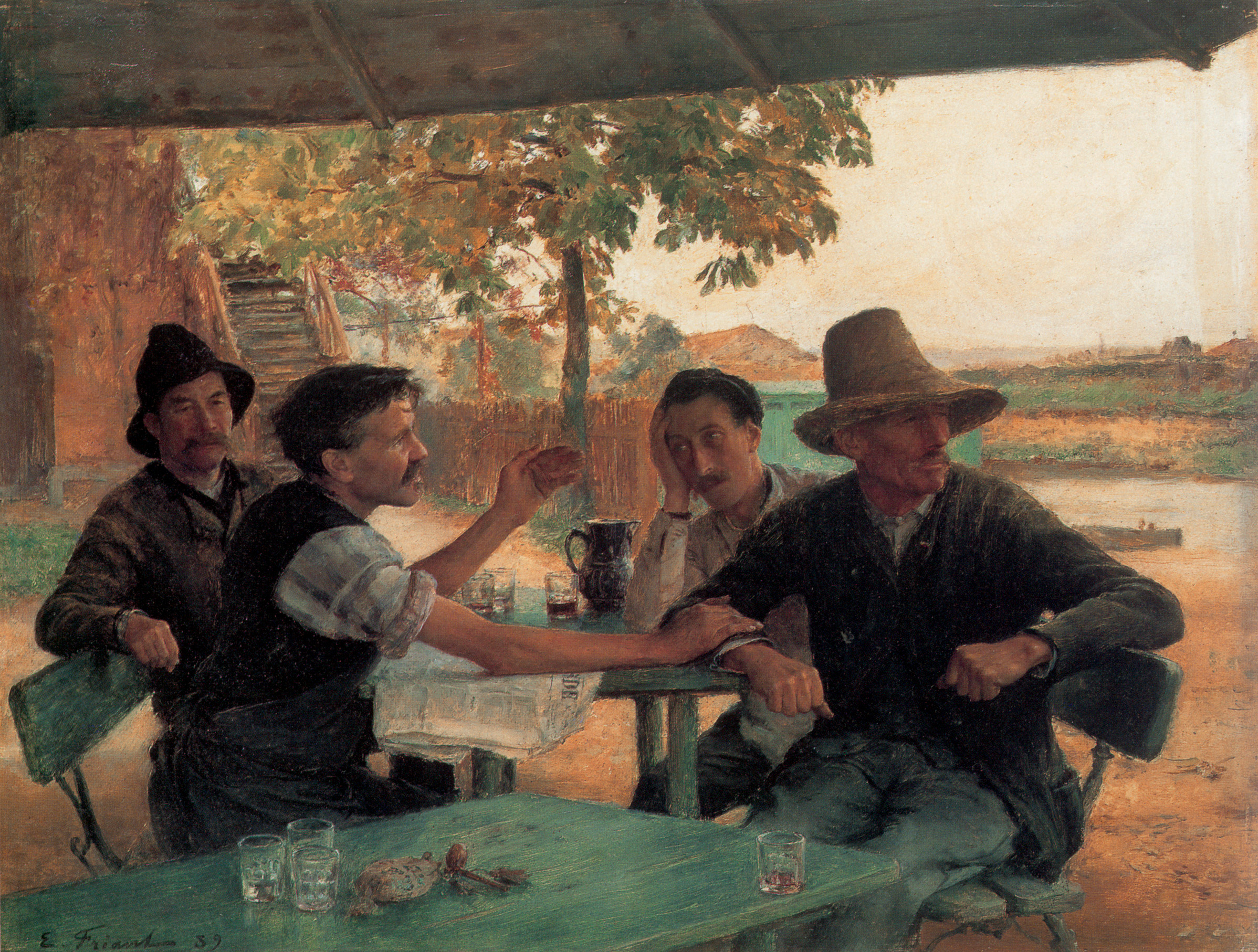
«Розмова про політику» (1889), приватна колекція
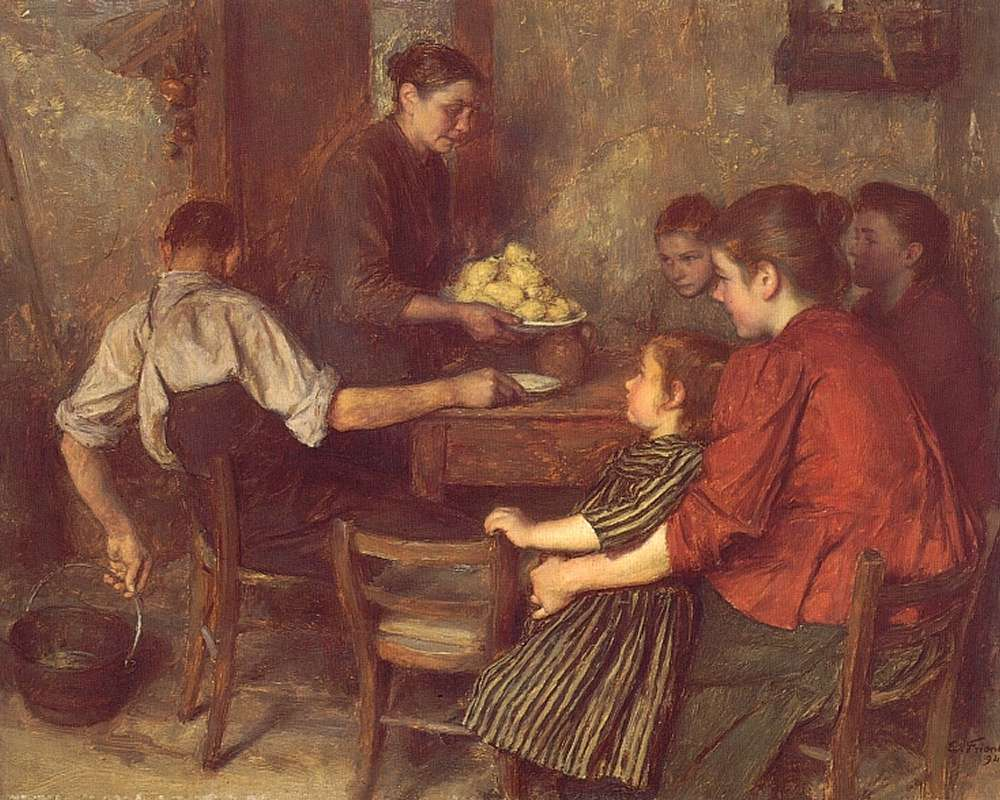
«Бідна їжа» (1894), приватна колекція
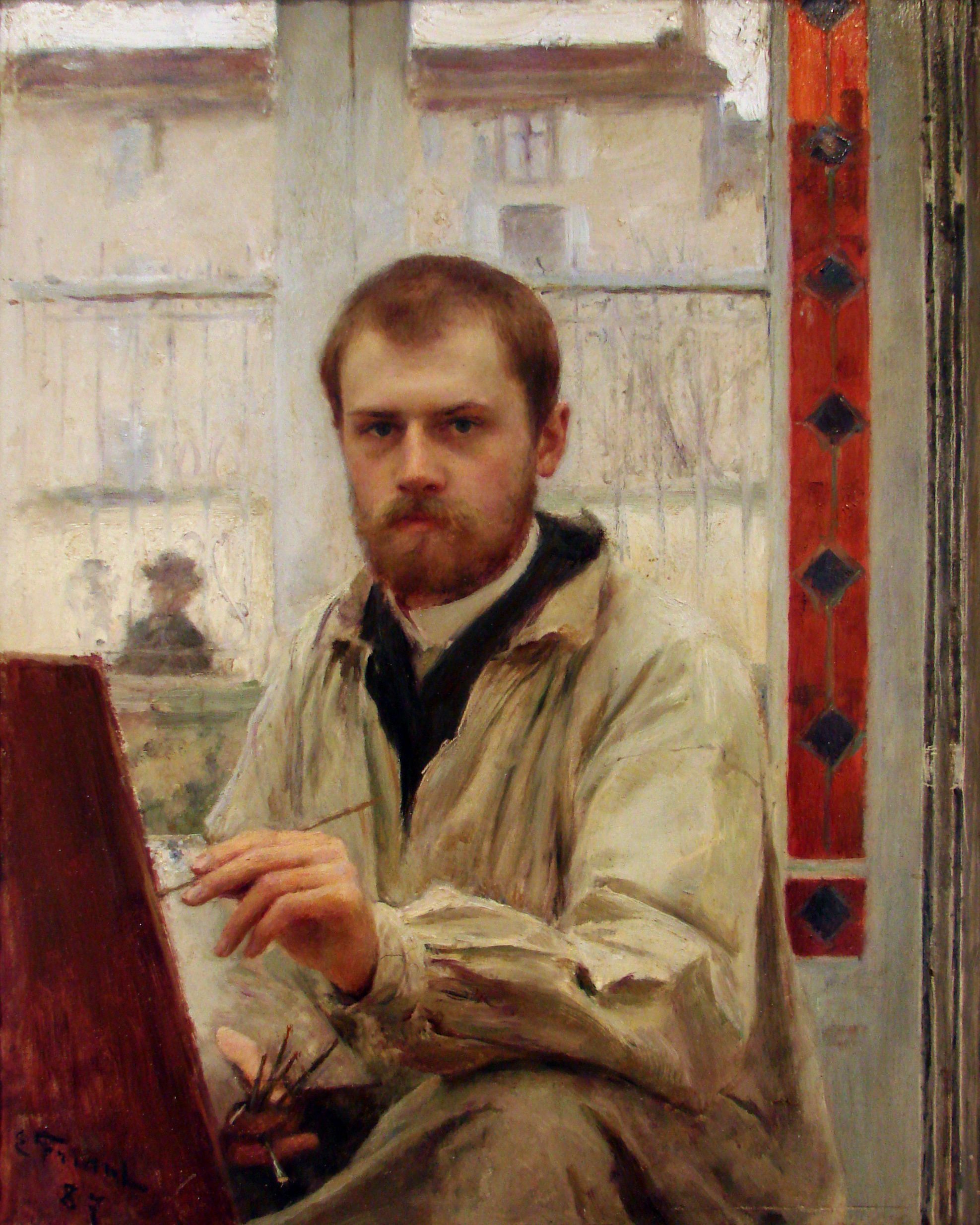
«Автопортрет» (1887), Музей витончених мистецтв, Нансі
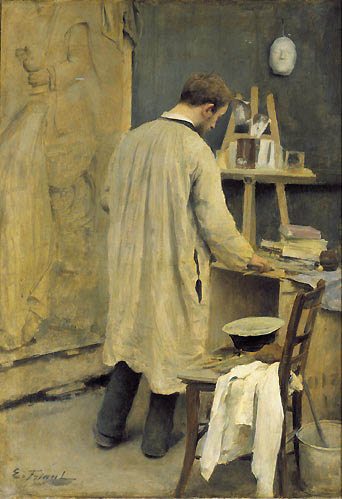
«Інтер'єр студії» (1884)
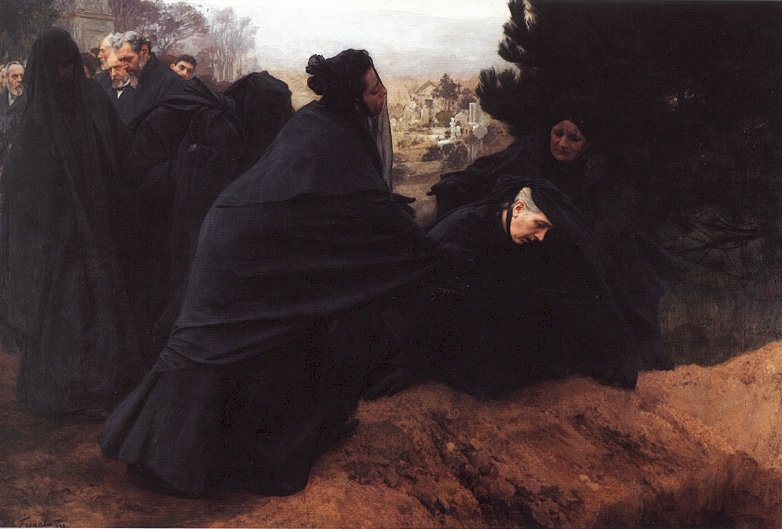
«Біда» (1898), Музей витончених мистецтв, Нансі
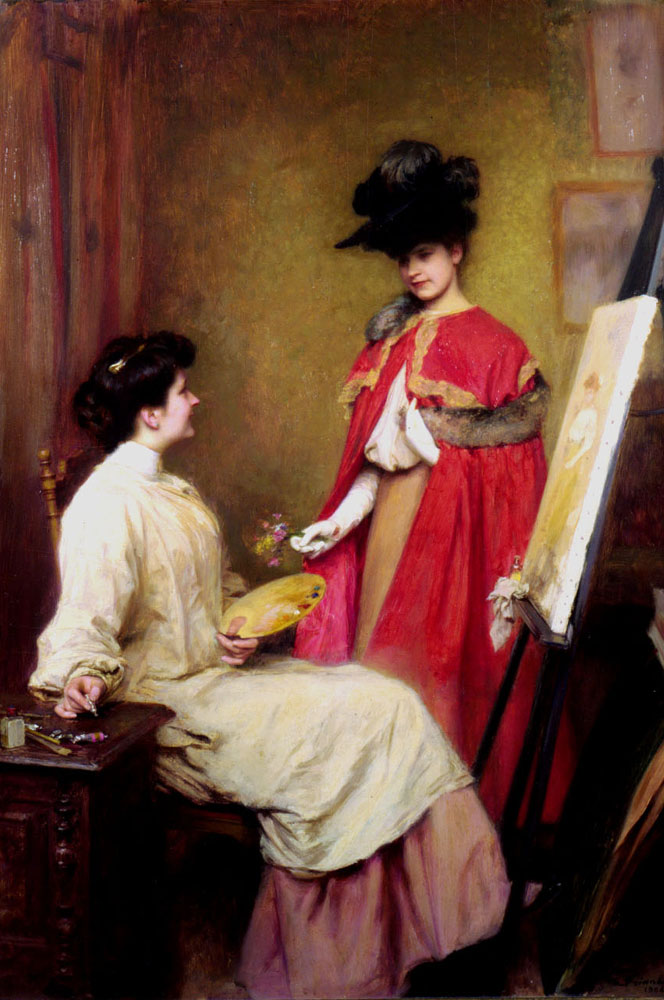
«Візит у студію» (1906), приватна колекція
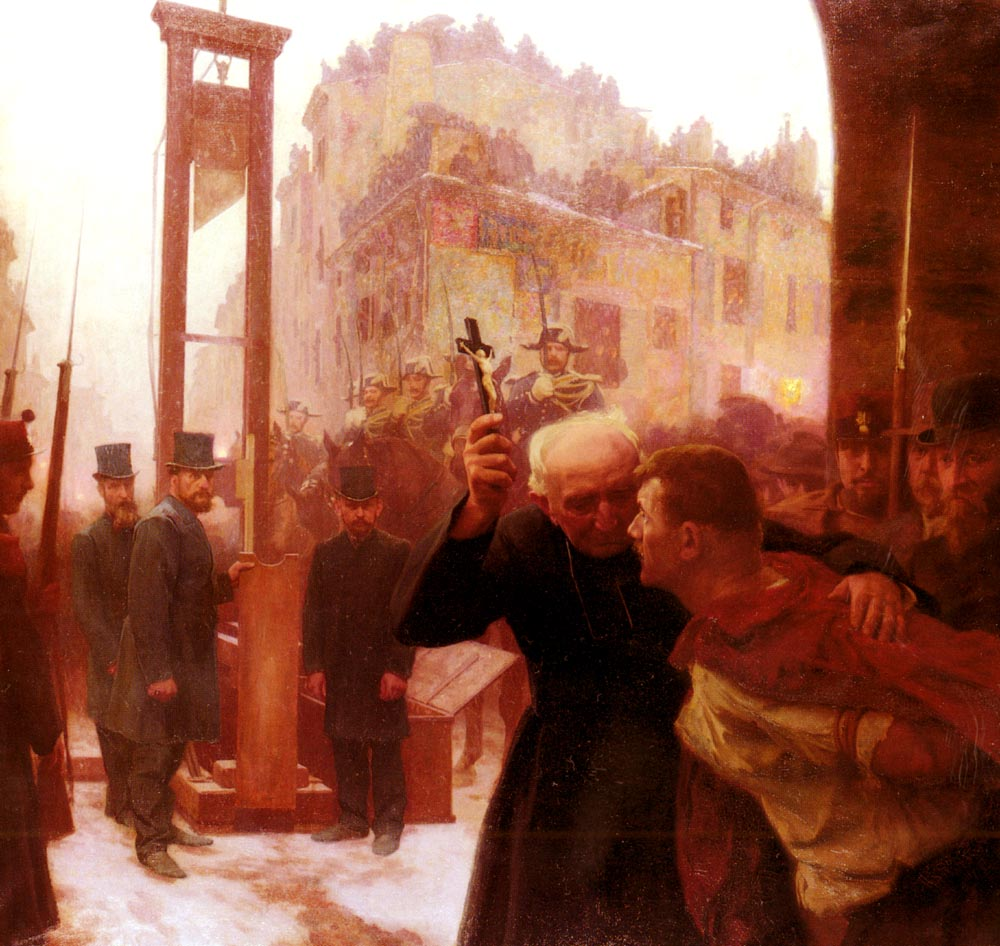
«Страта» (1909), приватна колекція
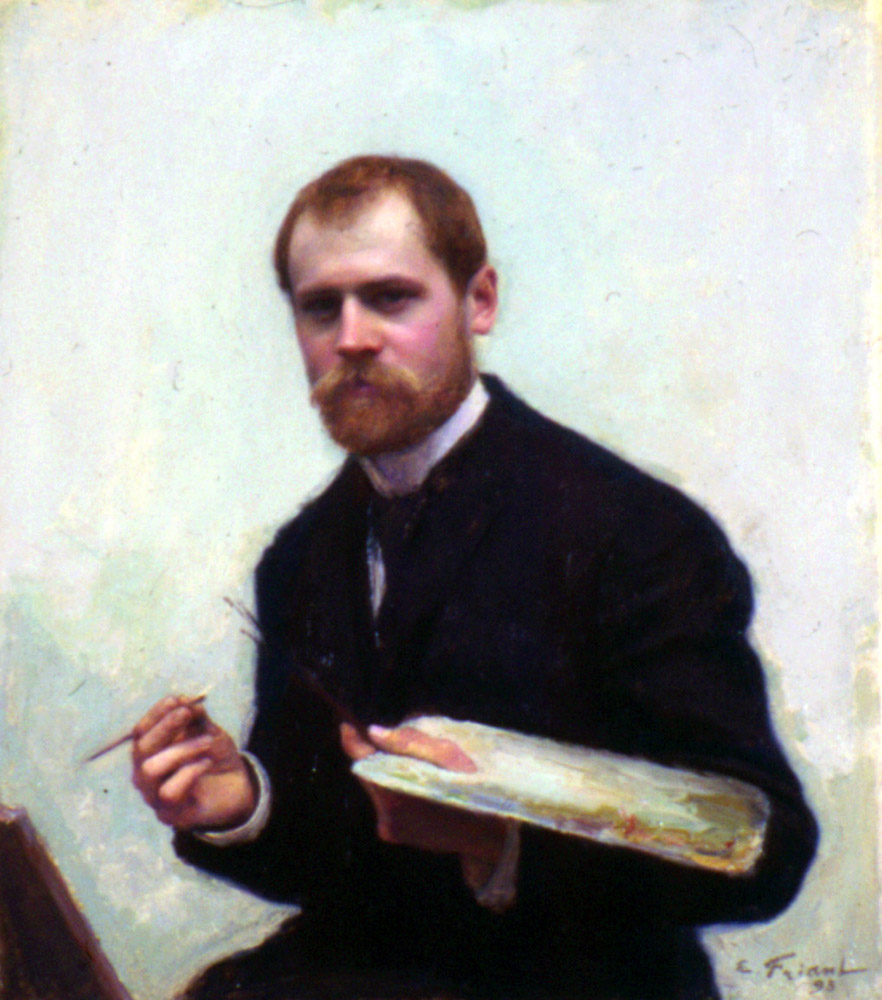
«Автопортрет» (1893)